# کلریندا (آیووا)
کلریندا (به انگلیسی: Clarinda) شهری در ایالت آیووا کشور ایالات متحده آمریکا است که جمعیت آن در سرشماری سال ۲۰۱۰ میلادی، ۵٬۵۷۲ نفر بوده‌است.

## نگارخانه

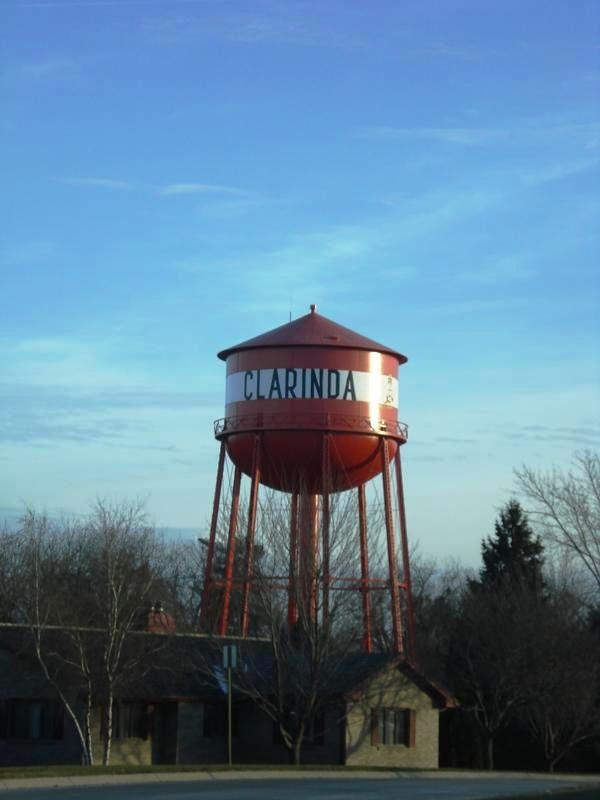
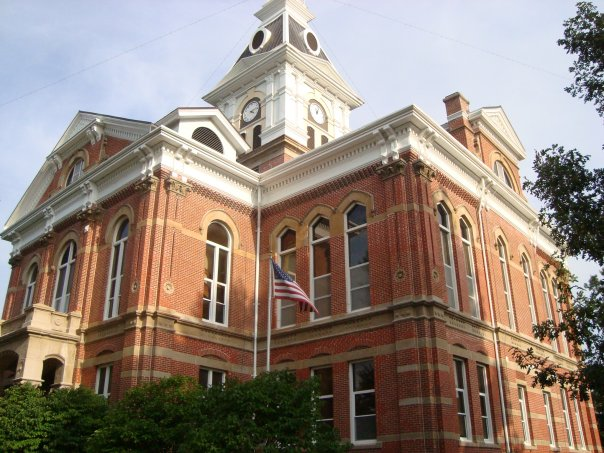
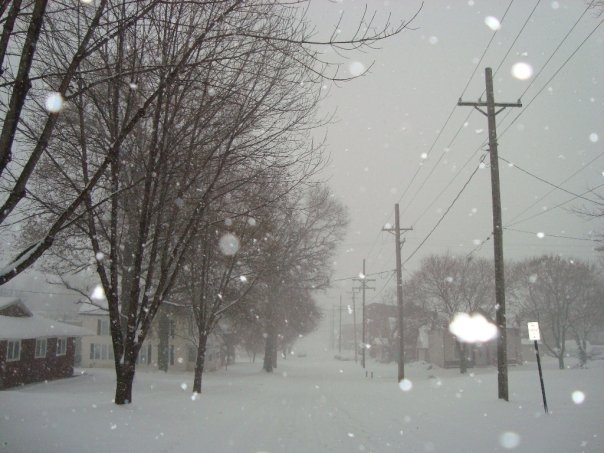